# أراسيلي أرامبولا
أراسيلي أرامبولا جاكيس  (بالإسبانية: Aracely Arámbula Jacques)‏ هي ممثلة ومغنية عارضة أزياء مكسيكية. ولدتَ في السادس من مارس من عام 1975، في ولاية شيواوا في المكسيك. لوحظتْ للمرة الأولى في عام 1993. عندما أُختيرت «وجه السَنَةِ». هي معروفة في وسط الأصدقاء والعائلة باسم لا تشولي وأما عن أخّوها فهو طبيب وأيضاً مدير أعمالها طبيب.
قدوتها ومثالها هي الممثلة والمغنية المشهورة جينيفر لوبيز، لكن في بادئ الأمر آرسيلي أرمبولا كَانتْ خجولة جداً ولم تكن تجرؤ على التصوير عارية. على أية حال، في مسلسل «ماريا كارمن» الذي أنتج في سنة الــ 2000، يمكنك أن تراها وقد تغلبت على خجلها وظهرت في بضع مشاهد شبه متعرية أَو في الملابس الداخلية.

## تفضيلات شخصية
آرسيلي تعشق الممثلة الأمريكية ماريل ستريب والمخرج الأمريكي سبيلبرغ وأما عن مطربها المفضل فهي تعشق سنتانا.
في وقتِ فراغها تَحْبُّ آرسيلي الطَبْخ وأَكْل الحلويات، لكن بسبب الاهتمام برشاقتها هي تَذْهبُ إلى الجمنازيومِ دائماً.
تكتب آرسيلي الأغاني أيضاً وتعزف على القيتار. وهي متعلقة بعائلتِها جداً، وتَحْبُّ الخُرُوج مع أصدقائِها والذهاب إلى بيتِها الذي يقع في Cuernavaca لتَرتاحُ في بركةِ السباحة. هذه الممثلةِ مشهورةُ أيضاً لتغييراتِها المتكررة في مظهرها فهي في كل يوم تكون بلوك مختلف. وكُلّ بِضْعَة شهورِ تُغيّرُ لون شَعرَها، في البداية لوُنت شعرها بالأزرق الداكن وجعلته بخصلات طويلة وبعد ذلك جعلته مُظلمُ باللون الأسود وبخلات قصيرُة.

## وصلات خارجية
- أراسيلي أرامبولا على موقع IMDb (الإنجليزية)
- أراسيلي أرامبولا على موقع روتن توميتوز (الإنجليزية)
- أراسيلي أرامبولا على موقع ألو سيني (الفرنسية)
- أراسيلي أرامبولا على موقع ميوزك برينز (الإنجليزية)
- أراسيلي أرامبولا على موقع قاعدة بيانات الفيلم (الإنجليزية)
- أراسيلي أرامبولا على موقع كينوبويسك (الروسية)
- أرسيلي أرامبولا في قاعدة الأفلام